# Khalifa ibn Sulman al-Khalifa

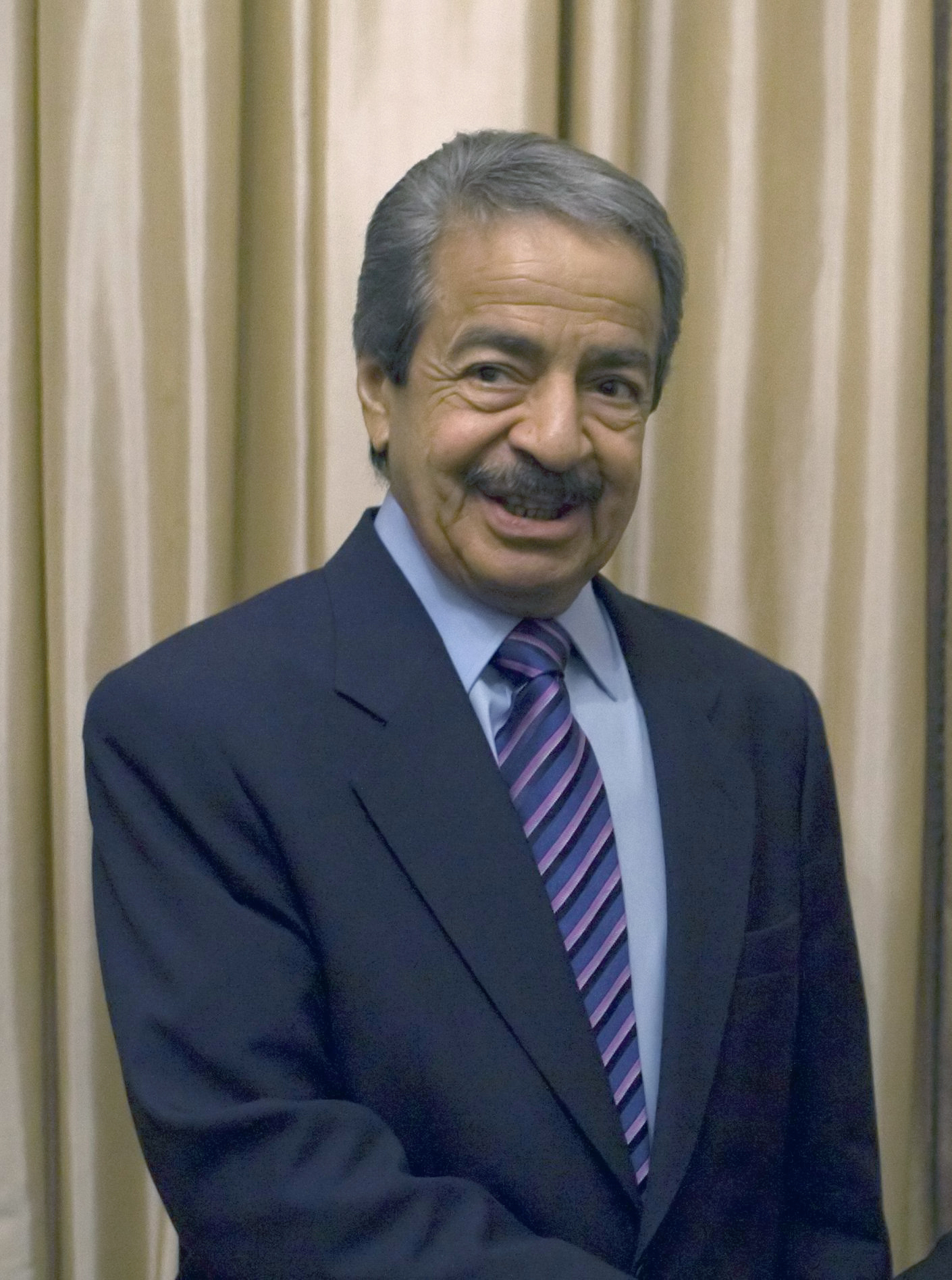
Khalifa ibn Sulman al-Khalifa.

Khalifa ibn Sulman al-Khalifa (arabiska: خليفة بن سلمان آل خليفة), född 24 november 1935 i Jasra i Bahrain, död 11 november 2020 i Rochester i Minnesota i USA, var Bahrains premiärminister från 1970 fram till sin död 2020. Han var farbror till den regerande kungen, kung Hamad ibn Isa al-Khalifah, och premiärminister sedan 17 januari 1970, fram till 16 augusti 1971 med titeln ordförande för statsrådet.Al-Khalifa-dynastin har styrt i Bahrain sedan 1783. 

## Karriär
Al-Khalifa blev premiärminister 1970 och skulle komma att bli den premiärminister som suttit längst på posten, i femtio år.
År 1979 blev den islamiska revolutionen ett stort orosmoment för Bahrains ledare. De trodde att Shia-invånarna skulle bilda ett eget land med egna regler. År 1980 meddelade Bahrain att de hade stoppat två kuppförsök. 
På 1990-talet krävde Bahrains Shia-invånare en stark ekonomisk utveckling samt en politisk reform. När detta hände försökte Al-Khalifa lugna oron hos folket genom att arrestera de flesta som medverkade i protesterna.

### Död
Den 11 november 2020 dog Al-Khalifa på Mayokliniken i USA vid 84 års ålder. Då hade han tidigare haft två hjärtattacker och genomgått en hjärtoperation.  

### Familj
Al-Khalifa var farbror till den nuvarande regerande kungen, Hamad ibn Isa al-Khalifah, som varit kung sedan 2002, och bror till shejk Isa bin Salman al-Khalifa samt son till shejk Salman bin Hamad al-Khalifa.